# Historia de duobus amantibus

Miniatuur uit een verzamelhandschrift met onder andere de Historia de duobus amantibus, gemaakt tussen circa 1460-1470 voor Charles de France (1446-1472). Afgebeeld is het aanbieden van de eerste brief van Euryalus aan Lucretia, die zij woedend verscheurt, niet wetend wie de afzender is. Maar zodra zij dat weet, puzzelt zij alle stukjes weer aan elkaar om de brief te kunnen lezen. Bron: J. Paul Getty Museum, Los Angeles USA.

De Historia de duobus amantibus (Geschiedenis van twee geliefden) werd geschreven door de Toscaanse humanist Aeneas Sylvius Piccolomini (1405-1464), de latere paus Pius II (1458-1464), en gepubliceerd te Wenen op 3 juli 1444. Het is een erotische prozaroman, deels in brieven, met de nodige ontleningen aan het werk van klassieke auteurs als Ovidius en Virgilius, en middeleeuwse auteurs als Andreas Capellanus (2e helft 12e eeuw) en Giovanni Boccaccio (1313-1375).

Plaats van handeling is de Toscaanse stad Siena ten tijde van keizer Sigismund, met wie bedoeld zal zijn Sigismund van Luxemburg (1368-1437), keizer van het Heilige Roomse Rijk (1433-1437). Natuurlijk heeft men deze geschiedenis gelezen en begrepen als een ‘waar gebeurd verhaal’ en getracht te achterhalen wie er schuil gingen achter de hoofdpersonen Euryalius en Lucretia, en (mogelijke) kandidaten aangewezen, bijvoorbeeld Kaspar Schlick als de man die model gestaan zou hebben voor Euryalus. Verstandiger echter is het om deze verankering in tijd en plaats te interpreteren als een literaire techniek, ‘verificatio’ geheten, die gebruikt werd om een fictioneel verhaal als een waar gebeurde geschiedenis te presenteren.

Uit de overlevering blijkt dat de Historia de duobus amantibus in zijn tijd razend populair was tot ver buiten Toscane, en dat het vooral gebruikt zal zijn als schoolboek, zowel om correct Latijn te leren als om de inhoud: opgroeiende jongens van goede geboorte te waarschuwen voor de vaak fatale verlokkingen van de liefde. De tekst is in handschrift overgeleverd, meestal in combinatie met vergelijkbare teksten, maar vooral in druk, de oudste die van Ulrich Zell, Keulen circa 1467-1470. Vijftiende-eeuwse drukken in de Nederlanden zijn die van Dirk Martens, Aalst 1473; Johann Veldener, Leuven 1477; Conradus Braem, Leuven 1479; Heinricus Heynrici, Leiden 1483; Jacob vander Meer & Christiaen Snellaert, Delft 1486; Mathias vander Goes, Antwerpen 1488 en Gheraert Leeu, Antwerpen 1488.

Nog in de vijftiende eeuw werd de Latijnse Historia vertaald en bewerkt in de volkstaal: in het Duits door Niklas von Wyle als Euriolus und Lucretia (1462), en in het Frans door Octavien de St. Gelais als L'ystoire de Eurialus et Lucresse, vrays amoureux, selon pape Pie, uitgegeven door Anthoine Vérard, Parijs [1493]. Omstreeks 1515 publiceerde de Antwerpse drukker Jan van Doesborch een Engelstalige History of Eurealus and Lucresia, wat een zeer sterke indicatie is dat hij omstreeks die zelfde tijd ook een Nederlandstalige *Historie van Eurealus ende Lucresia op de markt gebracht zal hebben, die ook heel goed in zijn fonds zou passen gelet op andere titels over hetzelfde onderwerp: Dat bedroch der vrouwen en Dat bedroch der mannen. Helaas, van die hypothetische Nederlandse versie is geen letter bewaard gebleven. Wel zijn de namen van de beide geliefden doorgedrongen in de Middelnederlandse letterkunde van de 16e eeuw: de Historie van Buevijn van Austoen, de Historie vander borchgravinne van Vergi en de Refreinenbundel van Jan van Stijevoort, en lijken zij een ‘exemplarische’ status te hebben.

## Plot
Het verhaal speelt zich af in Siena, Toscane, waar Euryalus, een vrijgezelle vertrouweling van keizer Sigismund, door oogcontact verliefd wordt op Lucretia, de jonge en mooie echtgenote van de rijke koopman Menelaus, en zij op hem. Hun liefde komt op gang dankzij een briefwisseling, waarna een afspraak volgt. Vermomd als graansjouwer betreedt Euryalus haar huis, waar hij bijna betrapt wordt door de heer des huizes. Terwijl de echtgenoot steeds argwanender wordt en de bewaking van Lucretia steeds scherper slagen de geliefden er desondanks in om elkaar te zien, te schrijven en te ontmoeten. Totdat de keizer Siena verlaat en Euryalus hem moet volgen. Lucretia vraagt Euryalus om haar te ontvoeren en met hem mee te nemen, maar zo ver wil Euryalus niet gaan. Achtergelaten wordt Lucretia ziek en sterft zij van onvervuld verlangen. Maar zoals Euryalus zijn keizer volgt, zo achtervolgt Lucretia Euryalus in zijn dromen, waardoor hij beseft dat zij dood is. Euryalus is ontroostbaar totdat hij van zijn broodheer een even mooie als kuise als deugdzame hertogelijke maagd als vrouw krijgt (aangeboden / opgedrongen). De moraal van het verhaal luidt: Mogen allen die dit verhaal lezen, leren van de fouten van anderen en zich ervoor hoeden te drinken van de beker van de liefde, die veel meer bitters bevat dat zoets.

## Interpretatie
Om deze vijftiende-eeuwse liefdesgeschiedenis, of hij nu fictioneel of waar gebeurd is, in zijn historische dimensie te begrijpen kan men het best te rade gaan bij Andreas Capellanus. Deze Franse hofkapelaan schreef in het laatste kwart van de twaalfde eeuw een tractaat over de liefde dat wij kennen als De amore libri tres of als De arte honeste amandi. Andreas heeft het liefdesconcept dat hij daarin beschrijft, niet zelf bedacht. Wel is hij een ideale woordvoerder van de (te letterlijke) middeleeuwse interpretatie van de boeken die de Romeinse auteur Ovidius over de liefde geschreven heeft. Volgens Andreas is liefde een aangeboren pijnlijke gemoedstoestand die voortvloeit uit het onmatig overdenken van de schoonheid van de andere sekse, als gevolg waarvan iemand boven alles de omhelzingen van de ander begeert alsook daarbij te voldoen aan alle eisen van de liefde met betrekking tot elkaars wil. Met het huwelijk heeft deze liefde (amor) helemaal niets te maken. Huwelijk en liefde zijn elkaars tegenpolen. Binnen het huwelijk bestaat geen liefde omdat liefde een vorm van ‘genade’ is: iets waar je geen recht op hebt, maar dat alleen uit vrije wil gegeven kan worden. Door te huwen is de vrouw niet alleen ‘bezit’ van haar man geworden, waardoor zij geen liefde meer kan ‘geven’, ook is zij zich door het huwelijk bewust geworden van haar ongelukkige situatie, waardoor zij behoefte voelt aan een minnaar, die haar wél de liefde kan schenken waarnaar zij nu verlangt. Meer dan eens in het verhaal bedenkt Euryalus zich dat hij heel verkeerd bezig is en belooft hij ermee op te houden, zonder dat evenwel te doen. Hij is ‘liefdesziek’. Zolang Lucretia in zijn nabijheid verkeert, kan hij geen weerstand bieden aan haar omhelzingen, hoe schadelijk voor zijn reputatie en hoe levensgevaarlijk die ook kunnen en mogen zijn. Hij is verslaafd zouden wij nu zeggen. Voor Lucretia betekent het einde van hun verhouding de dood. Euryalus wordt uit zijn ‘psychose’ gehaald door hem een nieuwe vrouw te geven die de herinnering aan de oude doet verdwijnen. Welke therapie geheel en al in overeenstemming is met een zeer bekend middeleeuws medisch handboek over liefdesziekte, het Viaticum van Constantinus Africanus.

## Afbeeldingen
Het J. Paul Getty Museum te Los Angeles USA is in het bezit van een geïllumineerd verzamelhandschrift van koninklijke allure met daarin onder meer de Historia de duobus amantibus, dat gemaakt werd voor Charles de France (1446-1472), waarvan sommige miniaturen vrij toegankelijk zijn.

## Edities
- Aeneae Sylvii Piccolominei, De duobus amantibus historia, ed. Josephus I. Dévay. Budapest 1903 (Downloadbaar via: https://archive.org/details/aeneaesylviipicc00piusuoft)
- Dezelfde editie in afgeslankte vorm gedigitaliseerd in de Bibliotheca augustana
- Pirovano, Donato, Enea Silvio Piccolomini: Historia de duobus amantibus, editio cum versione Italiana. Alessandria 2001, 2004. (Downloadbaar via: https://www.academia.edu/27864505/Historia_de_duobus_amantibus)

## Vertalingen
- Aeneas Sylvius Piccolomini, The Tale of the Two Lovers. translated by Flora Grierson. London 1929, 1978. Deze vertaling is gedigitaliseerd lees- en downloadbaar in het Corpus scriptorum latinorum, a digital library of Latin literature
- Aeneas Sylvius Piccolomini (Pius II), Een liefde in Siena. Uit het Latijn vertaald door Annie Ruitenberg-de Wit. Den Haag 1961
- Een verhaal van twee geliefden. De erotische novelle van een Renaissancepaus. Vertaald, ingeleid en toegelicht door Tom Ingelbrecht. Gorredijk 2025